# 前田玲奈
前田玲奈（日语：／ Maeda Rena，1989年4月28日—）出身於日本福岡縣，為日本女性聲優，於福岡音樂專門學校畢業，曾是AIR AGENCY所屬，2017年3月1日宣布加入Stay Luck。

## 人物
2011年在《緋彈的亞莉亞》飾演女學生B為聲優出道作。2014年在《即使如此世界依然美麗》飾演的妮可·魯梅露希耶則為初次擔任主角的作品。

## 參與作品
※粗體字為主要角色。

### 電視動畫
2011年
- 快盗天使雙胞胎〜キュンキュン☆ときめきパラダイス!!〜（女學生E、女學生）
- 神的記事本（女子A）
- 花開物語（不在答錄聲、學生A、學生C、學生B）
- 緋彈的亞莉亞（女學生B、女學生A、女僕C）
- 全职猎人2011（瑪奇）

2012年
- 惡魔高校D×D（女子）
- 在那個夏天等待（店員、學生A）
- 輪迴的拉格朗日（新庄結葉、飯合胡桃）
- AKB0048（候補生A、吉娜）
- 麵包超人（色鉛筆人）
- TARI TARI（有田松子、高橋老師的寶寶）
- Campione 弒神者！（天氣預報主播）

2013年
- AKB0048 next stage（吉娜）

2014年
- 即使如此世界依然美麗（妮可·魯梅露希耶）
- 人生諮詢電視動畫「人生」（二階堂彩香）
- 三坪房間的侵略者！？（惠）
- 寄生獸 生命的準則（鈴木秋穗、寄生）
- （遠山未涼）
- CROSSANGE 天使與龍的輪舞 （希爾妲的妹妹）

2015年
- 俺物語！！（西城麻里亞、女子2、佳代美、女同學2）
- GATE 奇幻自衛隊 在彼方的土地，如斯的戰鬥（播報聲）
- 我家有個魚乾妹（小孩、店員、教師、女學生、女學生A）
- Concrete Revolutio～超人幻想～（玲）
- 女武神驅動 -美人魚-（魔女）

2016年
- 蠟筆小新（大姐姐A、女服務生）
- 春太與千夏～春太與千夏共度青春～（松田副社長）
- Divine Gate（店員）
- 石膏男團（石本的同級生、山下絹枝、助手、女高中生、女性）
- 魔法護士小麥R（美鈴老師）
- 飛翔的魔女（播報氣象的大姐姐、少年B）
- Concrete Revolutio～超人幻想～ THE LAST SONG（玲）
- 小桃小栗 Love Love物語（早柿莉央）
- 龍族拼圖X（女性記者、戴安娜）
- 吸血鬼僕人（女性）
- NEW GAME!（前輩）
- 競女!!!!!!!! （河合花火）

2017年
- 巴哈姆特之怒 VIRGIN SOUL（貝爾芬格）
- 覆面系NOISE（女學生1）
- 戀愛與謊言（相生怜奈、女學生A、報天氣的大姐姐、土居涼香、幫忙穿婚紗的人）
- 單蠢女孩（柊姬衣、希）
- 悠久持有者！ ～魔法老師！2～（卡德拉絲）
- 此花綺譚（莉莉）
- 我家有個魚乾妹R

2018年
- POP TEAM EPIC（吉川博美、玲奈）
- 庫洛魔法使 透明牌篇（小孩）
- 賽馬娘Pretty Derby（草上飛）
- 三次元女友 REAL GIRL（美香）
- 錢進球場（球場女播音員）
- Lostorage conflated WIXOSS（女子）
- 最終休止符 -無止境的螺旋物語-（芙勞）
- 中間管理錄利根川（西口冴子）
- Banana Fish（梅麗露）
- 千緒的通學路（學生〈女〉）
- 狐狸之聲（雪兒[7]）

2019年
- 一個人的○○小日子（保武嵐、阿姨A）
- 深夜的超自然公務員（澀谷區職員、妖精A、榊京一〈幼少〉）
- 一拳超人2（遊戲角色）
- 叛逆性百萬亞瑟王 第2期（西瑪）
- 魔術學姐（學生、小孩、園兒）
- Z/X Code reunion（娑伽羅[8]）

2020年
- 虛構推理（夜雀、山妖、女服務生、少女、人們、廣播、女性、名無、同僚）
- 異獸魔都（飛鳥）
- 文豪與鍊金術師 ～審判的齒輪～（女）
- 阿拉德：逆轉之輪（索西雅·艾爾敏）
- 賽馬娘四格（草上飛）
- Healin' Good ♥ 光之美少女（日下織江）
- 滿溢的水果塔（東莉莉）

2021年
- WIXOSS DIVA(A)LIVE（マイ）
- 賽馬娘 Pretty Derby Season 2（草上飛）
- 工作細胞BLACK（肝細胞）
- 再見了，我的克拉默（菊池類、女學生）
- 龍族拼圖（智慧型手機的聲音）
- 冰冰冰 冰淇淋君（巴脆）
- 佐賀偶像是傳奇 捲土重來（弟子少女 ろ）
- EDENS ZERO 伊甸星原（冒牌修女、大嬸）
- 白沙的Aquatope（經紀人、小孩）
- 月光下的異世界之旅（イレイン）
- 進化果實～不知不覺踏上勝利的人生～（麗雅雷塔·巴爾海姆）

2022年
- 幻想三國誌 -天元靈心記-（舊六淨靈師、范良）
- 秘密內幕～女警的反擊～（和流崎的女兒）
- TRIBE NINE（池尻ぷりん）
- 佐佐木與宮野（半澤的母親）
- 冰冰冰 冰淇淋君2（巴脆）
- 黑之召喚士（卡洛爾）

2023年
- 給不滅的你 Season2（少年）
- Buddy Daddies 殺手奶爸（陽葵的媽媽、園兒）
- 魔術士歐菲 流浪之旅 聖域篇（瑪莉亞[9]）
- EDENS ZERO 伊甸星原（第2期）（娜迪亞）
- 勇者赫魯庫（修拉[10]）
- 轉生成自動販賣機的我今天也在迷宮徘徊（米可涅[11]）
- 某大叔的VRMMO活動記（南方堡壘旅店的女主人）

2024年
- 金屬口紅（ビアンカ・フォックス、涅安3）
- 秒殺外掛太強了，異世界的傢伙們根本就不是對手。（女神維哈娜特）
- 身為魔王的我娶了奴隸精靈為妻，該如何表白我的愛？（戈梅利）
- RINKAI！女子競輪（岸和田リオ[12]）

2025年
- 中年男的異世界網購生活（サイネリア）
- 這公司有我喜歡的人（早川同級生）
- 終末起點（アリス・レイウィン[13]）
- 機動戰士Gundam GQuuuuuuX（蒂爾扎·萊奧尼）
- 安妮·雪利（愛麗莎·貝瑞）
- 真・武士傳YAIBA（女、播報員）
- 轉生成自動販賣機的我今天也在迷宮徘徊 2nd season（米可涅[14]）

### 動畫電影
2013年
- 劇場版 HUNTER×HUNTER 緋色幻影（瑪奇[15]）

2018年
- 詩季織織「小小時裝秀」（水晶）
- 莉茲與青鳥（管樂團成員）

### OVA
2017年
- 我家有個魚乾妹（教師）

### 網路動畫
2015年
- 小桃小栗 Love Love物語（早柿莉央）

### 遊戲
2014年
- 東京七姐妹（御圓尾瑪娜）

2016年
- YU-NO 在這世界盡頭詠唱愛的少女（朝倉香織）

2019年
- 天華百劍-斬-（安芸国佐伯荘藤原貞安）
- 卡拉邦 CARAVAN STORIES（瓦琴）

2021年
- 賽馬娘Pretty Derby（草上飛）

### 有聲漫畫
- SAKAMOTO DAYS 坂本日常（丹普）

## 外部連結
- （日語）前田玲奈｜Stay Luck官方網站
- （日語）CloveR ：） （页面存档备份，存于）（部落格）
- 前田玲奈的X（前Twitter）
- 前田玲奈的Instagram帳戶